# Milenci (Miroslav Rybička)
Milenci nazývaní také Smutní milenci je pískovcová socha od akademického sochaře Miroslava Rybičky. Socha vznikla v roce 1966 a je umístěna v exteriéru výstaviště Černá louka v Moravské Ostravě. V době socialistického Československa si autor dovolil vytvořit dílo bez souhlasu k realizaci a komise následně dílo nezkolaudovala pro jeho údajnou nízkou uměleckou úroveň. Na přelomu let 2015 a 2016 byla autorem vyčištěna a doplněna nově tabulkou udávající jinou dataci – rok 1971.
Socha také stála před letištěm v Mošnově a i na výstavišti Černá louka byla několikrát přemístěna.
Totožná socha je v Opavě na Horově náměstí, kde je uváděn jako autor Jan Rybička, syn Miroslava Rybičky.

## Další informace
V okolí se také nachází přírodní památka Rovninské balvany a secesní Vila Tereza.

## Galerie

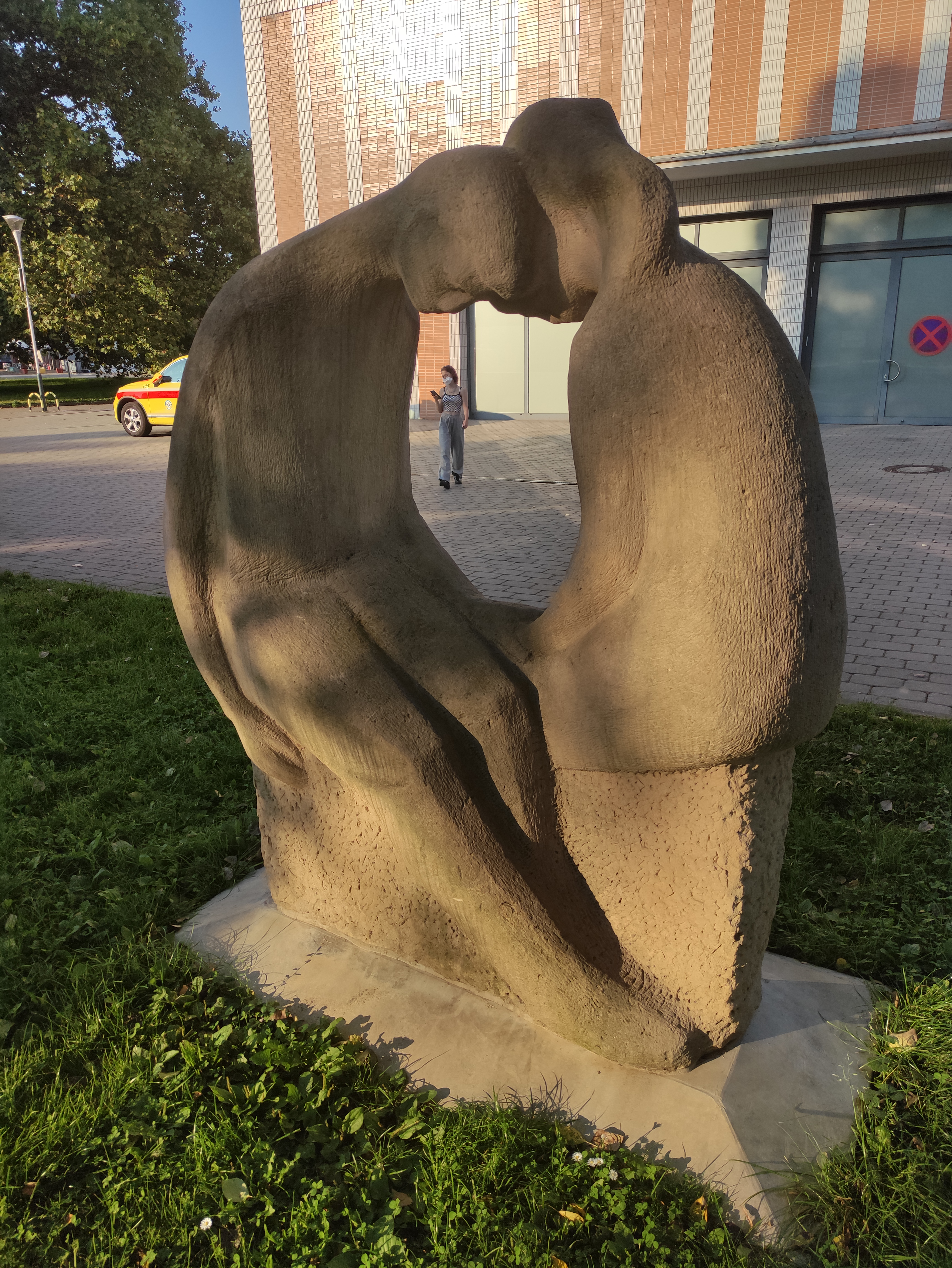
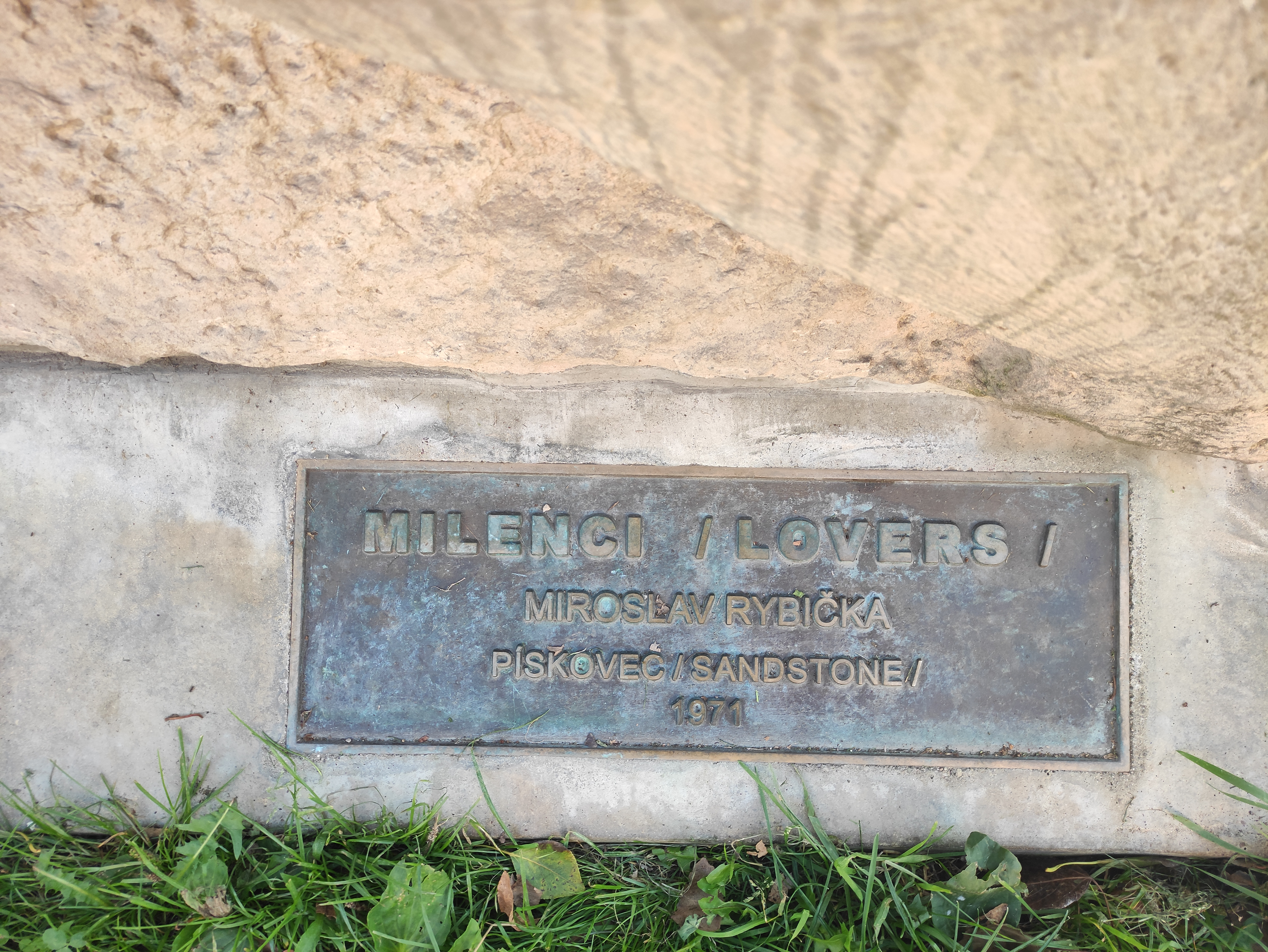